# Белянин, Андрей Олегович
Андрей Олегович Белянин (род. 24 января 1967, Астрахань) — русский прозаик и поэт, пишущий в жанре фэнтези.

## Биография
Родился 24 января 1967 года в Астрахани. Отучившись 8 лет в школе, поступил в Астраханское художественное училище имени Власова на живописно-педагогическое отделение.
В конце 4 курса начал профессионально заниматься поэзией. Отслужил 2 года на границе с Турцией в составе Новороссийского погранотряда. Андрей гордится этим и не считает время службы в армии потерянным.
В 1994 году был принят в Союз писателей России, будучи на тот момент автором трёх поэтических сборников и сказок «Рыжий и Полосатый», «Орден Фарфоровых рыцарей», и пройдя два семинара и в прозе, и в поэзии.
В 1995 году, после публикации этих произведений в журнале «Юность», получил от издательства «Армада» предложение о сотрудничестве. Издательству понравился «самиздатовский» вариант повести «Джек Сумасшедший король».
Работал преподавателем в школе, заместителем председателя местного отделения Союза писателей России, руководил литературной студией, выпускал газеты, публиковал стихи начинающих поэтов.
12 мая 2004 года 13-летний сын Андрея Белянина — Иван — был похищен и убит своим одноклассником и его старшим братом. По словам следователя, старший из убийц уже обвинялся в похищении и убийстве своего сверстника, однако, будучи на тот момент несовершеннолетним, к уголовной ответственности его не привлекали; на этот раз он был приговорён к 18 годам лишения свободы. В отношении младшего, которого сотрудники правоохранительных органов считали организатором преступления, дело было прекращено ввиду его несовершеннолетия. Впоследствии он также был похищен и убит.
В 2014 году Андрей Белянин в составе астраханского казачества участвовал в мероприятиях по обеспечению безопасности при проведении референдума в Крыму, за что имеет государственную награду — медаль «За возвращение Крыма».

## Фильмография
- Казачьи сказки (Чехия) 2006
- Казачья сказка (Россия) 2013

## Признание и награды
- Дважды лауреат грамоты МВД Украины за создание «положительного имиджа работника милиции».
- В 2001 году издательством «Альфа-книга» учреждена ежегодная премия «Меч Без Имени» с целью поощрения молодых и неизвестных авторов, работающих в жанре остросюжетной и юмористической фантастики, и возрождения лучших традиций отечественной литературы[7].
- 31 марта 2009 года вручена медаль им. Н. В. Гоголя[8].
- В конце марта 2013 года на фестивале РосКон был назван фантастом года (в 2012 году именно у него были наибольшие тиражи)[9].
- Лауреат премии Аэлита 2017